# Lý Tục Tân
Lý Tục Tân (chữ Hán: 李续宾, 1818 – 1858), tự Địch Am, người Tương Hương, Hồ Nam, tướng lãnh Tương quân nhà Thanh. Ông nổi danh là một viên kiêu tướng, đã dành trọn sự nghiệp nhằm trấn áp khởi nghĩa Thái Bình Thiên Quốc.

## Khởi đầu binh nghiệp
Tục Tân vốn là cống sanh, sức lực hơn người, giỏi cưỡi ngựa bắn cung. Ông theo học thầy La Trạch Nam, rất ham học sách. Đầu thời Hàm Phong, Trạch Nam mộ hương dũng, gia nhập quân Tương, chống lại nghĩa quân Thái Bình Thiên Quốc, Tục Tân nghe lời cha, đi theo giúp thầy, tham gia bình định nghĩa quân ở đông bộ Quảng Tây. Năm thứ 3 (1853), cánh quân Tương của Trạch Nam cứu viện Giang Tây, ông được nắm Hữu doanh. Trạch Nam đánh trận nào cũng có Tục Tân giúp rập. Hai thầy trò quay về Hồ Nam, đồn trú Hành Châu (nay là Hành Dương), giành lại Vĩnh Hưng.

## Nổi danh Đại Kiều
Mùa hạ năm thứ 4 (1854), Tục Tân theo Trạch Nam về Nhạc Châu (nay là Nhạc Dương), đưa gần ngàn quân Tương đại chiến ở Đại Kiều. Tục Tân soái vài kỵ binh nấp bên sườn núi, quân Thái Bình đến vẫn không động, đợi quân đội tập hợp xong, tự mình xông ra tấn công, chém đầu mục, đoạt cờ hiệu của nghĩa quân, đuổi theo lên phía bắc hơn 10 dặm. Hôm sau, chủ tướng quan quân là Tháp Tề Bố đến chiến trường, khâm phục tài vũ dũng của ông, nhờ vậy mà nổi danh. Sau nhiều tuần giao chiến, Tục Tân suy đoán nghĩa quân đã cạn lương, đề nghị công phá đồn lũy của đối phương, Tháp Tề Bố nghe theo. Gặp lúc mưa gió, quan quân hăng hái tiến đánh, liên tiếp phá hủy đồn lũy của quân Thái Bình, buộc nghĩa quân bỏ chạy khỏi Nhạc Châu. Luận công, được thăng hàm Tri huyện. Tục Tân theo Trạch Nam hạ Sùng Dương, Hàm Ninh; quay về Vũ Xương, đại chiến ở Hoa Viên, gấp phá doanh trại nghĩa quân ở Niêm Ngư Sáo; đều lập công cao nhất. Giành lại Vũ Hán, được thăng làm Trực Lệ Châu tri châu, ban Hoa linh. Quan quân tiến đánh Điền Gia Trấn, nghĩa quân thủy lực có mấy vạn, trong khi Tháp Tề Bố đang bị ngăn lại ở Phú Trì Khẩu, thì quân Tương và quân Đoàn luyện chỉ có gần 2600 người, đều nản chí, Tục Tân tự tay đâm chết 3 kẻ đào ngũ, lòng quân mới vững trở lại. Đôi bên đại chiến ở Bán Bích Sơn, quan quân giết vài ngàn kẻ địch, đốt sào huyệt của nghĩa quân, rồi bình định Điền Gia Trấn. Tục Tân được thăng hàm Tri phủ, ban hiệu Chí Dũng Ba đồ lỗ; rồi được thụ chức An Khánh tri phủ.

## Trải chiếu Tiểu Trì
Tục Tân tiếp tục theo La Trạch Nam, Tháp Tề Bố giành lại Quảng Tế (nay là huyện cấp thị Vũ Huyệt), Hoàng Mai, phá nghĩa quân ở Địch Cảng, Khổng Lũng, trận nào cũng làm tiền phong. Quan quân quay về Cửu Giang, thành Cửu Giang kiên cố, nghĩa quân đông đảo, quan quân không đánh nổi. Chư tướng bàn nhau chia quân đi tiễu Hồ Khẩu, Mai Gia Châu; Tục Tân theo Trạch Nam đóng đồn ở Khôi Sơn. Tháng 12 ÂL, thủy quân triều đình bị nghĩa quân chặn đứng ở hồ Bành Lễ, Tục Tân bực tức, xin với Tằng Quốc Phiên, tự soái 2000 quân vượt Trường Giang đánh Tiểu Trì Khẩu; Tháp Tề Bố soái 20 người cùng đi. Tháp Tề Bố và Tục Tân cậy mình vũ dũng, áp sát trận địa của nghĩa quân, trải chiếu mà ngồi, tên đạn như mưa vẫn không coi ra gì, rồi bất ngờ xông lên tấn công, ngang dọc đánh giết, xem vậy là thường. Lúc này quan quân quá ít, đánh cả ngày không có kết quả, đến chiều đành thu đội, thì Tháp Tề Bố mất tích; Tục Tân muốn vượt sông để tìm, nhưng Tháp Tề Bố đã tự trở về được.

## Giành lại Vũ Xương
Mùa xuân năm thứ 5 (1855), nghĩa quân Thái Bình từ Giang Ninh ngược dòng, tái chiếm Vũ Xương. Tăng Quốc Phiên dừng lại ở Giang Tây, Tục Tân theo Trạch Nam đến hội quân. Hai thầy trò được phân phó đi đông bộ Giang Tây đánh tiễu, liên tiếp giành lại Dặc Dương, Quảng Tín, Đức Hưng, Nghĩa Ninh, Tục Tân được ký danh làm Đạo viên . Mùa hạ năm ấy, quan quân về cứu viện Hồ Bắc, hạ Thông Thành, Sùng Dương, hai thầy trò được chia một cánh quân đi Dương Lâu Động. Kế hoạch của hai thầy trò là nghĩa quân từ xa kéo đến ắt muốn đánh nhanh, vậy hãy kiên thủ mà đợi. Hôm sau nghĩa quân kéo đến, đôi bên giằng co đến chiếu, hai thầy trò thấy quân Thái Bình có ý mỏi mệt, bèn tiến hành đột kích, đánh tan nghĩa quân. Họ giành lại Bồ Kỳ (nay thuộc Xích Bích), Hàm Ninh, Tục Tân được gia hàm Diêm vận sứ. Tháng 11 ÂL, quan quân tiến đánh Vũ Xương, phá lũy quân Thái Bình ở Đường Giác, đánh bại nghĩa quân ở Diêu Loan, đạp bằng tất cả đồn lũy bên ngoài thành. Tháng 2 ÂL năm thứ 6 (1856), Trạch Nam trúng đạn, tử thương ở trong quân, lòng người bối rối, nghĩa quân lại tăng cường dựng lũy kháng cự. Tục Tân được tuần phủ Hồ Lâm Dực tâu xin cho thay lãnh quân đội, sĩ khí được chấn hưng; ông lập tức làm cỏ các lũy mới dựng, liên tiếp đánh phá các cánh nghĩa quân từ trong thành chạy ra ở Tái Hồ Đê, Tiểu Quy Sơn, Song Phượng Sơn. Tháng 7 ÂL, 7, 8 vạn nghĩa quân từ các lộ Giang Tây, Giang Nam do Thạch Đạt Khai chỉ huy đến cứu thành, trong ngoài phối hợp tấn công quan quân. Tục Tân ở Lỗ Gia Cảng chống quân Thái Bình, trong một tuần (10 ngày) giao chiến hơn 20 trận lớn nhỏ, thả đi hơn vạn người bị ép gia nhập nghĩa quân, phá hơn 20 lũy, được gia hàm Bố chánh sứ. Nghĩa quân đóng chặt cửa thành không ra, quan quân bèn khơi hào dẫn nước Trường Giang rót vào, trường kỳ vây khốn. Tháng 11 ÂL, hạ Vũ Xương, được ký danh làm Án sát sứ.

## Phá sập Cửu Giang
Tục Tân vượt Trường Giang hạ Hoàng Châu, liên tiếp giành lại Đại Dã, Hưng Quốc, nhằm vào Cửu Giang. Tướng giữ Cửu Giang là Lâm Khải Vinh kiên thủ. Tục Tân lại dùng cách đánh Vũ Xương, đào con hào hơn 30 dặm, đến tháng 3 ÂL năm thứ 7 (1857) thì hoàn thành. Nghĩa quân Hồ Khẩu, An Khánh đến cứu, Tục Tân đều đẩy lui. Tháng 6 ÂL, nghĩa quân xâm phạm Kỳ Châu, Hoàng Mai, Tục Tân vượt Trường Giang đón đánh ở Đồng Tư Bài thuộc Quảng Tế, đại phá quân Thái Bình. Tục Tân hiệp với thủy quân đánh Tiểu Trì Khẩu, phá hủy thành này. Quan quân nhận xét nghĩa quân lấy Hồ Khẩu hợp với Cửu Giang thành thế ỷ giốc, nên vào tháng 9, Tục Tân lệnh cho em trai Lý Tục Nghi đánh Mai Gia Châu, tự mình soái quân đánh tiếng là đi Túc Tùng, ngầm phục ở hậu sơn của Hồ Khẩu. Thủy quân triều đình cũng đến, chia ra tấn công, nghĩa quân dốc hết tinh nhuệ ra chống lại. Tục Tân soái sĩ tốt vất vả trèo lên đỉnh núi, từ trên đánh xuống, diệt trọn nghĩa quân. Quan quân hạ được thành huyện Hồ Khẩu, nghĩa quân ở Mai Gia Châu cũng bỏ chạy, Tục Tân thừa thắng đánh hạ Bành Trạch cùng Tiểu Cô Phục. Sau khi báo tiệp, được thụ chức Chiết Giang bố chính sứ. Vì thế thành Cửu Giang bị cô lập, đến tháng 4 năm thứ 8 (1858), quan quân dùng địa lôi làm sập hơn trăm trượng tường thành, bắc thang trèo lên, giết hơn vạn nghĩa quân, bắt sống Lâm Khải Vinh cùng bọn Lý Hưng Long để làm tội. Bình xong Cửu Giang, được gia hàm Tuần phủ, ban Hoàng mã quái, có quyền dâng riêng tấu triệp lên triều đình.

## Tử trận Tam Hà
Tục Tân hạ xong Cửu Giang, xin mượn tiếng thăm hỏi thân nhân, để đi Hồ Bắc; tướng Thái Bình là Trần Ngọc Thành hạ Ma Thành, Hoàng An, ông dời quân đến mà đánh đuổi hắn ta. Khi ấy uy danh Tục Tân trùm khắp quân Tương, quan viên gốc Chiết Giang ở kinh sư họp nhau dâng sớ, xin lấy ông làm tướng cứu viện Chiết Giang. Hồ Lâm Dực kiến nghị đưa đại quân quay về An Huy, nên có chiếu cho Tướng quân Đô Hưng A, Tổng binh Bảo Siêu từ Túc Tùng đi An Khánh, Tục Tân từ Anh Sơn đi Thái Hồ. Tục Tân bèn để em trai Tục Nghi đồn trú Vũ Xương, tự soái 8000 người lên đường. Gặp lúc Tằng Quốc Phiên cần binh sĩ, Tục Tân chia cho ông ta 1000 quân. Tục Tân đến Thái Hồ thì hội họp với quân của thự tuần phủ Lý Mạnh Quần ở Lư Châu (nay là Hợp Phì), đổi hướng tiến quân. Tháng 8 đến tháng 9, Tục Tân hạ Phong Hương Phố, Tiểu Trì Dịch, Mai Tâm Dịch, giành lại Thái Hồ, Tiềm Sơn, Đồng Thành, Thư Thành. Nghĩa quân rút chạy, Tục Tân không muốn đi quanh quẩn, bèn lui về Lư Châu.
Nghĩa quân đắp thành ở Tam Hà Trấn, bên ngoài bày 9 lũy, dựa vào những nơi hiểm yếu của Hoàng Hà, quân quân không vượt qua nổi. Tục Tân sau khi hạ Đồng Thành, Thư Thành, để một phần binh sĩ ở lại trấn thủ, đem theo gần 5000 người, vào tháng 10 ÂL, chia 3 lộ tiến đánh, quét sạch 9 lũy, giết hơn 7000 nghĩa quân, chịu thương vong chừng ngàn người. Hậu quân vẫn chưa đến, mà Trần Ngọc Thành, Lý Thế Hiền đốc quân hợp với quân Niệp đến cứu Tam Hà, doanh trại kéo dài hơn 10 dặm. Chư tướng đề nghị lui về Đồng Thành, Tục Tân không nghe. Nửa đêm, Tục Tân hạ lệnh cho các doanh chuẩn bị, trời sáng tiến đánh, đến Phàn Gia Độ, sương mù dỳ đặc, nghĩa quân chia ra đánh úp, quan quân kinh sợ tan rã, Phó tướng Lưu Hỗ Sơn, Tham tướng Bành Hữu Thắng, Du kích Hồ Đình Hòe, Trâu Ngọc Đường, Đỗ Đình Quang đều tử trận. Tục Tân xông pha khổ chiến, nhưng doanh lũy đều bị phá sau nhiều đợt tấn công của nghĩa quân. Có người khuyên Tục Tân đột vây bỏ chạy, ông từ chối. Trời về chiều, Tục Tân lên ngựa, mở lũy xông ra, giết chết vài trăm nghĩa quân. Tổng binh Lý Tục Đảo, Phó tướng Bành Tường Thụy vượt tường xông ra, nghĩa quân xông vào chiếm được lũy, tháo đê Hoàng Hà, chặn đường lui của quan quân. Tục Tân chỉnh trang mũ áo, hướng về kinh sư mà khấu đầu, đem đốt hết các văn kiện trong quân để tránh bị nghĩa quân lấy được. Xong, giục ngựa xông vào trận địa của quân Thái Bình, rồi bị giết. Đồng tri Tằng Quốc Hoa, Tri phủ Hà Trung Tuấn, Tri châu Vương Quỹ Nhất, Đồng tri Đổng Dung Phương, Tri huyền Dương Đức Tấn, Tòng cửu phẩm Lý Tục Nghệ, Trương Phổ Vạn đều tuẫn nạn. Đạo viên Tôn Thủ Tín, Vận đồng  Đinh Duệ Nghĩa vẫn còn giữ hữu doanh, được 3 ngày thì thất thủ, cùng tử trận. Khi ấy các quan viên văn võ cùng chết đếm được vài trăm người, binh sĩ vài ngàn người.

## Hậu sự
Nghe được những việc này, Hàm Phong đế rơi nước mắt, tự tay viết sắc truy tặng Tổng đốc, đưa vào thờ trong Chiêu trung từ, dựng Chuyên từ ở những nơi lập công, thụy là Trung Vũ; ban cho cha Tục Tân nghi lễ dành cho Nhất phẩm đại thần, ban cho các con của ông là Quang Cửu, Quang Lệnh học vị Cử nhân, còn được thế chức Kỵ đô úy.
Tăng Quốc Phiên dâng sớ thuật lại chiến tích của Tục Tân, vì thế đế ban chiếu cho Quốc Phiên chuyển sớ này sang Sử quán, để họ nắm rõ mọi sự. Đến khi dẹp xong nghĩa quân Thái Bình, triều đình nhớ công lao của Tục Tân, gia thế chức Khinh xa đô úy, gồm cả Nam tước, cho Quang Cửu thế tập.